# Itàlia nord-est (circumscripció del Parlament Europeu)
En les Eleccions al Parlament Europeu, Itàlia nord-est és una circumscripció  del Parlament Europeu, que inclou les regions d'Emília-Romanya, Friül - Venècia Júlia, Trentino - Alto Adige, i Vèneto. Les altres circumscripcions són les d'Itàlia nord-oest, Itàlia central, Itàlia sud i Illes italianes.
Com les altres circumscripcions italianes, té només un objectiu de procediment d'elegir els diputats elegits dins de les llistes de partits, ja que la distribució d'escons entre els diferents partits es calcula a nivell nacional (anomenat Collegio Unico Nazionale, 'Circumscripció Nacional Única').